# Anabas cobojius
L'Anabas cobojius, è una specie di pesci d'acqua dolce appartenente alla famiglia degli Anabantidae (genere Anabas), originario del Subcontinente indiano, che vive specialmente in vari ambienti di acque stagnanti o quasi. Esso può arrivare ad una lunghezza di 30 cm ed ha una notevole importanza come fonte di cibo per le popolazioni umane che vivono nelle zone ove esso vive e si riproduce.